# Tjuthulten
Tjuthulten är en sjö i Finspångs kommun i Östergötland och ingår i Motala ströms huvudavrinningsområde.